# Pycnophyllum pilgerianum
Pycnophyllum pilgerianum är en nejlikväxtart som beskrevs av Muschler. Pycnophyllum pilgerianum ingår i släktet Pycnophyllum och familjen nejlikväxter. Inga underarter finns listade i Catalogue of Life.